# توماس ميلر (مصمم جرافيك)
توماس ميلر (بالإنجليزية: Thomas Miller)‏ هو مصمم جرافيك أمريكي، ولد في 24 ديسمبر 1920 في بريستول في الولايات المتحدة، وتوفي في 19 يوليو 2012 في شيكاغو في الولايات المتحدة.